# ミクルマガエシ
ミクルマガエシ（御車返し、Cerasus Sato-zakura Group ‘Mikurumakaisi’）は日本原産のオオシマザクラを基に生み出されたサトザクラ群のサクラの栽培品種。神奈川県鎌倉市材木座桐ケ谷に由来するサクラで「キリガヤ（桐ヶ谷）」とも呼ばれる。京都に由来する「ゴショミクルマガエシ（御所御車返し）」とは別の品種である（#由来）。

## 由来
鎌倉の桐ケ谷にあったサクラの個体名に由来し、江戸時代には「桐ケ谷（キリガヤ）」と呼ばれていた。このサクラには、このサクラの下を牛車で通った貴人2人が一重咲きか八重咲きかで言い争いとなり牛車を引き返して確認したという逸話があり、当時は「車返し（クルマガエシ）」とも呼ばれていた。一方で、京都の別のサクラにもこれと似たような逸話があり、後水尾天皇が京都御所の宜秋門（もしくは常照皇寺）にあるサクラの傍を通りかかった際に、その美しさに牛車を引き返させて鑑賞したという「御車返し（ミクルマガエシ）」と呼ばれるサクラもあった。この2つの似たような逸話を持つ別々のサクラが混同され、明治時代に鎌倉由来の「桐ケ谷（キリガヤ）」別名「車返し（クルマガエシ）」が「御車返し（ミクルマガエシ）」と呼ばれるようになった。これを受けて、現在は本来の京都の「御車返し（ミクルマガエシ）」は「御所御車返し（ゴショミクルマガエシ）と呼ばれるようになった。このよく似た2つのサクラの逸話と名称の変遷により、現在でもミクルマガエシとゴショミクルマガエシを混同する事例がある。

## 特徴
一つの木に一重の花と八重の花が付く特徴を持ち、5枚から7枚の花弁を持つ。全体に淡く紅紫であり、花の先端ほど色が濃くなっている。花は3.5cm以上の大輪である。花と同時期に葉が出始める。葉は楕円形で端は鋸歯状になっている。樹高は中庸。
- 明覚駅前にて
- 明覚駅前にて
- 日本国花苑にて

## 参照
1. ↑  勝木俊雄『桜』p86 - p95、p114、p123 - p124、岩波新書、2015年、ISBN 978-4004315346